# Represilador
El represilador es un oscilador artificial que se construye mediante una red de reguladores génicos. Es uno de los primeros resultados prácticos de la biología sintética.
La red se compone de tres genes: LacI, extraído de la bacteria E. coli, tetR del transposón Tn10 y cI del fago λ. La proteína expresada por LacI actúa como represor de tetR. A su vez, la proteína expresada por tetR actúa como represor de cI. Cerrando el círculo, la proteína expresada por cI actúa como represor de LacI. Ligando la expresión de una proteína fluorescente a uno de los tres estados posibles se observa que el sistema efectivamente oscila.
El periodo de oscilación puede ser mayor que el ciclo de la división celular, por lo que el estado del oscilador se hereda de generación en generación.

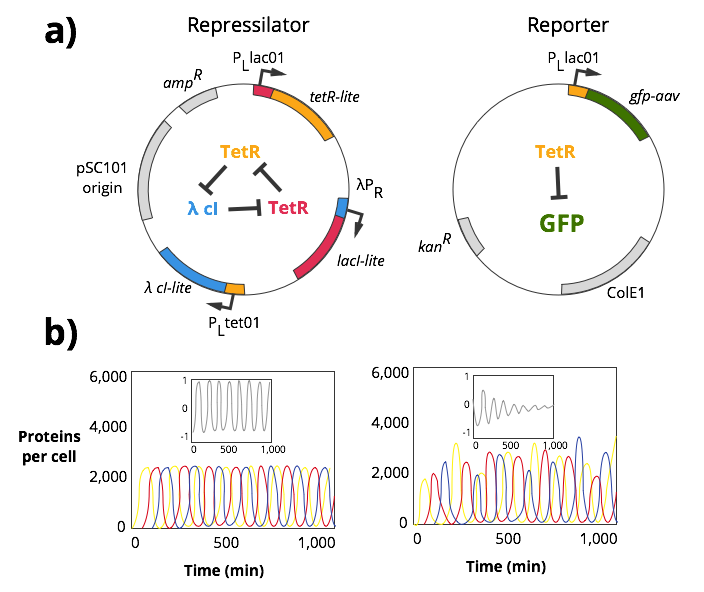
Repressilator (representación basada en Elowitz & Liebler 2000) a) Representación del repressilator construido por Elowitz y colaboradores. La construcción se realizó en dos plásmidos independientes, uno que contiene el circuito y el otro que presenta el reportero fluorescente. b) Oscilación modelada mediante un modelo determinista continuo (lado izquierdo) y mediante un modelo estocástico discreto (lado derecho)